# Meta Incognita

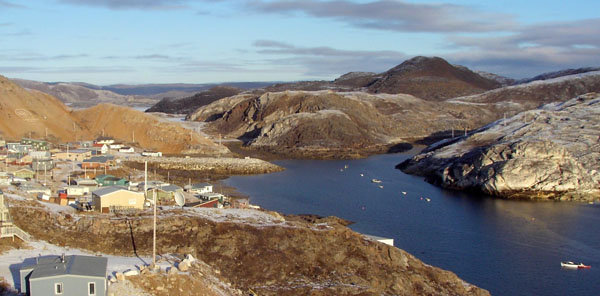
Le hameau Kimmirut sur la péninsule en 2006

La péninsule Meta Incognita est située dans le Sud de l'île de Baffin dans la région de Qikiqtaaluk dans le territoire canadien du Nunavut. Elle est bordée par le détroit d'Hudson à l'ouest et la baie de Frobisher à l'est. Le hameau Kimmirut est situé sur la côte nord-ouest de la péninsule.